# Mikołaj Swinarski
Mikołaj Swinarski z Wybranowa herbu Poraj (ur. 1711 w Obrze zm. 13 lipca 1773 w Lubaszu) – podczaszy kaliski w latach 1756-1773, szambelan na dworze królewskim, pułkownik wojsk koronnych, cześnik kaliski, kasztelan inflantski, stronnik Sasów i poseł na Sejm I RP.
Syn Jana Swinarskiego z Wybranowa h. Poraj oraz Zofii Swinarskiej z Wybranowa h. Poraj (z d. Rokossowska z Rokossowa h. Glaubicz). Od ojca późniejszego króla Poniatowskiego, kupił za 293 000 florenów polskich klucz czarnkowski z Czarnkowem, Dębem, Kruszewem, Sarbią, itd. Następnie od tegoż Poniatowskiego kupił dobra Trzcianka.
W 1764 roku jako poseł na sejm elekcyjny z województwa poznańskiego był elektorem Stanisława Augusta Poniatowskiego.
W 1772 r. kupił klucz Skoki z miastem Skoki i wsiami Rakojady, Roszkowo i inne. Utworzył jedną z większych fortun w Wielkopolsce, którą podzielił między swe dzieci. Mocą testamentu, klucz czarnkowski z Dębem, Ciszkowem, Śmieszkowem, oraz klucz Sarbiński z Kruszewem i klucz trzciankowski otrzymał syn Mikołaj Rafał Antoni, który wybudował Pałac w Kruszewie. Czarnków wraz z całym kluczem czarnkowskim należał do rodziny Swinarskich od 1749 r. do 1878 r.